# Kleitarchos (Tyrann)
Kleitarchos (griech.: Kλειταρχος) war ein Tyrann des 4. Jhs. v. Chr. in der Stadt Eretria auf Euböa.
Der athenische Feldherr Phokion setzte um 350 v. Chr. den Herren der Stadt, Plutarch von Eretria ab und führte dort die Demokratie ein. Es kam allerdings schnell zu Auseinandersetzungen der verschiedenen Fraktionen innerhalb der Stadt, wobei es vor allem um die Frage ging, ob Eretria pro-athenisch oder pro-makedonisch sein sollte. König Philipp II. von Makedonien griff in diese Auseinandersetzungen ein. Obwohl Philipp 346 v. Chr. Frieden mit den Athenern geschlossen hatte, ließ er Porthmus, den Hafen Eretrias, durch seinen Feldherren Hipponikos angreifen und zerstören; dies wurde heftig von Demosthenes kritisiert. In Eretria selbst wollte Philipp Hipparchos, Automedon und Kleitarchos als seine Gefolgsleute einsetzen. Diese hatten aber in Eretria offenbar einen schweren Stand, da Philipp zweimal bewaffnete Hilfstruppen unter Eurylochos bzw. Parmenion zur Unterstützung schicken musste.
Bald darauf erscheint Kleitarchos als einziger Tyrann von Eretria, der, obwohl durch Philipp eingesetzt, offenbar gute Kontakte zu Athen aufrechterhielt. So beteiligte er sich am Kongress von Chalkis, auf dem die Vereinigung der Städte Euböas zu einem Bund beraten wurde, ein Projekt, das von Demosthenes und Kallias initiiert wurde, die sich dadurch eine bessere athenische Einflussnahme auf die Insel versprachen. Der Plan zerschlug sich jedoch, möglicherweise, weil Kleitarchos sich gegen die zunehmende athenische Einflussnahme aussprach. Daraufhin beschloss Athen im Jahre 341 v. Chr. selbst Truppen nach Euböa zu schicken, um den makedonischen Einfluss dort zurückzudrängen; gegen diese Aktion appellierten Kleitarchos von Eretria und sein Kollege, Philistides, der Tyrann von Oreos. Beide waren aber am Ende machtlos und wurden von Phokion, der mit einem athenischen Heer anrückte, aus ihren Städten vertrieben.